# Lupinus hispanicus
Lupinus hispanicus es una especie de plantas de la familia de las fabáceas.

## Descripción
Se distingue por sus flores rosado-azuladas que se disponen en una espiga de verticilos pefectos. Las hojas se dividen palmeadamente en varios folíolos con los márgenes algo pelosos. Toda la planta tiene un tacto suave y desprende un olor peculiar muy intenso.

## Distribución y hábitat
Es un endemismo de la mitad oeste de la península ibérica. Prefiere lugares soleados en ribazos, cunetas y taludes. Parece proliferar mejor en suelos ácidos y sueltos.

## Citología
Números cromosomáticos de Lupinus hispanicus  (Fam. Leguminosae) y táxones infraespecificos: 2n=52.

## Nombres comunes
Castellano: alberjón, haba de lagarto, haba de lobo, titones.